# VCPKMT
VCPKMT (англ. Valosin containing protein lysine methyltransferase) – білок, який кодується однойменним геном, розташованим у людей на 14-й хромосомі. Довжина поліпептидного ланцюга білка становить 229 амінокислот, а молекулярна маса — 25 807.
| 10         |  | 20         |  | 30         |  | 40         |  | 50         |
| ---------- |  | ---------- |  | ---------- |  | ---------- |  | ---------- |
| MADTLESSLE |  | DPLRSFVRVL |  | EKRDGTVLRL |  | QQYSSGGVGC |  | VVWDAAIVLS |
| KYLETPEFSG |  | DGAHALSRRS |  | VLELGSGTGA |  | VGLMAATLGA |  | DVVVTDLEEL |
| QDLLKMNINM |  | NKHLVTGSVQ |  | AKVLKWGEEI |  | EGFPSPPDFI |  | LMADCIYYEE |
| SLEPLLKTLK |  | DISGFETCII |  | CCYEQRTMGK |  | NPEIEKKYFE |  | LLQLDFDFEK |
| IPLEKHDEEY |  | RSEDIHIIYI |  | RKKKSKFPS  |  |            |  |            |

A: Аланін

C: Цистеїн

D: Аспарагінова кислота

E: Глутамінова кислота

F: Фенілаланін

G: Гліцин

H: Гістидин

I: Ізолейцин

K: Лізин

L: Лейцин

M: Метіонін

N: Аспарагін

P: Пролін

Q: Глутамін

R: Аргінін

S: Серин

T: Треонін

V: Валін

W: Триптофан

Кодований геном білок за функціями належить до трансфераз, метилтрансфераз, фосфопротеїнів. 
Задіяний у таких біологічних процесах, як ацетилювання, альтернативний сплайсинг. 
Білок має сайт для зв'язування з S-аденозил-L-метіоніном. 
Локалізований у цитоплазмі.